# Medicina u 1961.
◄◄ | ◄ | 1958. | 1959. | 1960. | 1961.  | 1962. | 1963. | 1964. | ► | ►►
Arhitektura • Astronautika • Astronomija • Biologija • Film • Fotografija • Glazba • Kazalište • Kemija • Kiparstvo • Knjige • Književnost • Kršćanstvo • Meteorologija • Medicina • Planinarstvo • Politika • Pravo • Promet • Slikarstvo • Strip • Šport • Televizija • Znanost • Zrakoplovstvo • Željeznički promet
Medicina u 1961.

## Svijet

### Nagrade i priznanja
- Nobelova nagrada za fiziologiju ili medicinu:

## Hrvatska i u Hrvata

### Osnivanja
- U krilu Hrvatskoga liječničkog zbora kao Komisija za znanstveno-istraživački rad Glavnog odbora Hrvatskog liječničkog zbora osnovana Akademija medicinskih znanosti Hrvatske.

## Vanjske poveznice
|  | Zajednički poslužitelj ima još gradiva o temi Medicina u 1961. |